# Městský soud v Praze
Městský soud v Praze je krajský soud se sídlem v hlavním městě Praze, jehož působnost je dána pouze pro území hlavního města, pro obce Středočeského kraje je jako krajský soud zřízen Krajský soud v Praze. Co do počtu soudců je Městský soud v Praze největším českým soudem vůbec.

## Historie
Městský soud v Praze vznikl až v roce 1960, do té doby existoval pro Prahu i okolní obce jeden Krajský soud v Praze. Ten vznikl jako Zemský soud v Praze už roku 1850, později byl rozdělen na specializovaný zemský soud civilní (sídlil na Ovocném trhu) a zemský soud trestní (sídlil ve Spálené ulici), existoval také zemský soud obchodní, ale po roce 1949 byly všechny tři sloučeny do jednoho obecného krajského soudu.
V letech 1992–2000 v jeho obvodu a zároveň v obvodu Krajského soudu v Praze působil samostatný Krajský obchodní soud v Praze, rozhodující v obchodních věcech a vedoucí obchodní rejstřík, který byl poté začleněn do pražského městského soudu.

## Pracoviště
Soud má celkem 4 pracoviště: ve Spálené ulici na Novém Městě (hlavní budova, věci občanskoprávní a trestní) a ve Slezské ulici na Vinohradech (věci obchodní a správní; až do září 2018 byl správní úsek v Hybernské ulici na Novém Městě), v Justičním areálu Na Míčánkách a v Hostivici u Prahy, kde se nachází centrální spisovna soudu, tu využívají i pražské obvodní soudy a další justiční složky.
Hlavní budova soudu navazuje přímo na novoměstskou radnici, která nyní stejně jako dříve slouží městské správě, ale na přelomu 18. a 19. století byla upravena pro účely magistrátního kriminálního soudu, později zemského trestního soudu. Souzen zde byl např. Václav Babinský nebo se zde odehrál proces s Omladinou. Na nádvoří radnice se konaly i popravy. Teprve v letech 1901–1903 byl na místě sousedících starších domů čp. 3 až 9 (mj. pivovar, hostinec U Slovanské lípy nebo kaple sv. Lazara) podle projektu vídeňského architekta Förstera vybudován v monumentálním stylu německo-francouzské novorenesance rozsáhlý pětikřídlý justiční palác s několika nádvořími. Průčelí jak do Spálené ulice, kde se nachází hlavní vchod se šesti sloupy, tak do Karlova náměstí zdobí přepásané pilastry, lví masky, šambrány a štíty se zavíjenými ornamenty. Hlavní jednací síň má kapacitu více než sto míst a občas se objevuje ve filmech.

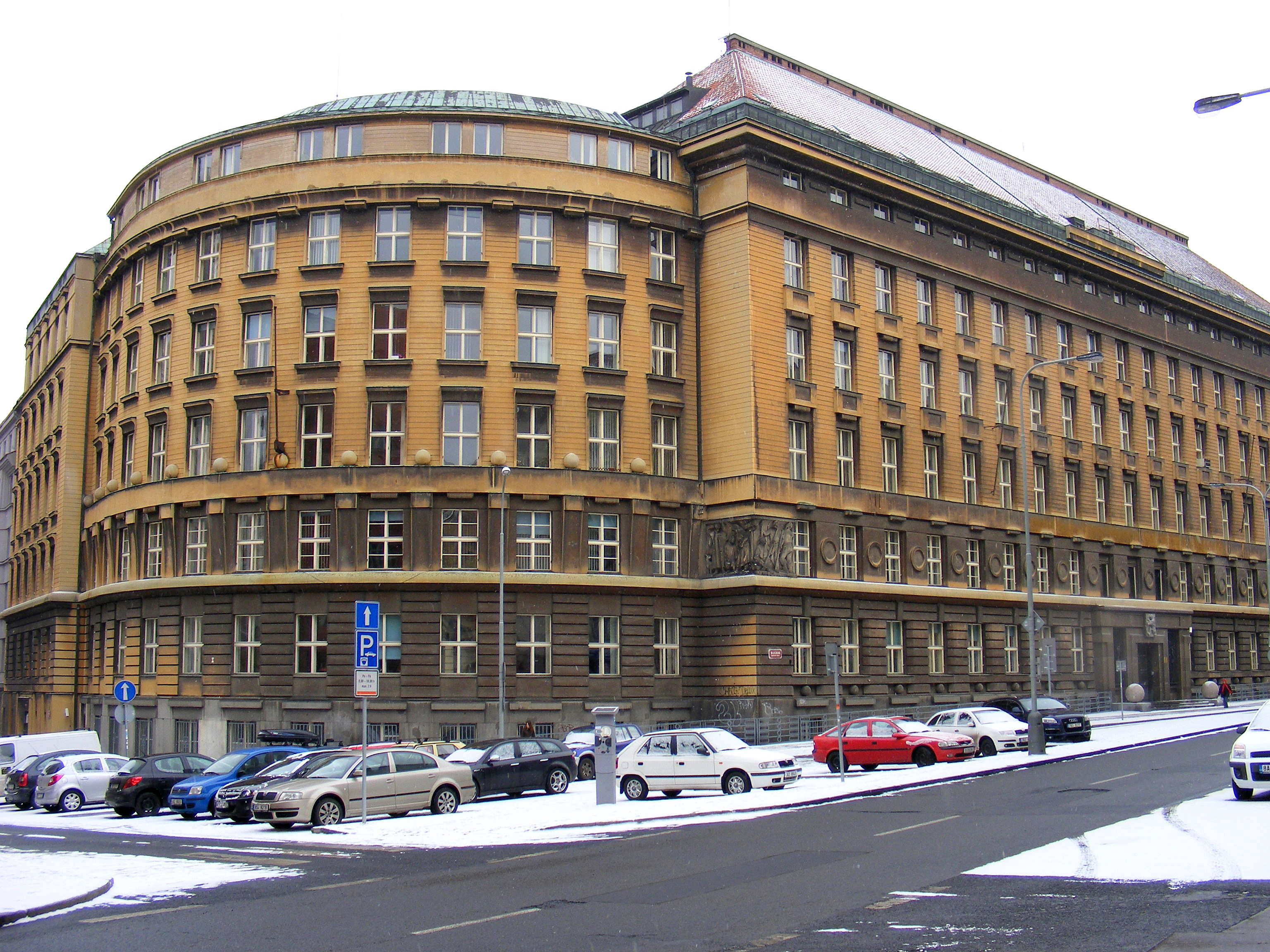
Původní budova Československé tabákové režie, dnes budova Městského soudu v Praze pro agendu obchodního a správního soudnictví

Budova na Vinohradech byla postavena architektem Aloisem Dryákem v letech 1926–1928 v klasicizujícím stylu a původně byla sídlem Tabákové režie. Jde o dominantní trojkřídlou budovu o čtyřech patrech, přičemž první patro je zdobeno štukovými kruhy a reliéfy zpodobňující tabákovou plantáž od Josefa Jiříkovského, jinak je fasáda pásově rustikovaná. Mezi ulicemi Slezskou a Blanickou budova vytváří čtvrtkruh, k Sázavské ulici vystupuje rizalit. Nad hlavním vstupním portálem je původní československý státní znak, uvnitř upoutá reprezentativní trojramenné schodiště. Výzdoba pochází od sochaře Jaroslava Horejce. Budova je od roku 2003 chráněna jako nemovitá kulturní památka. V budově mj. funguje páternoster.

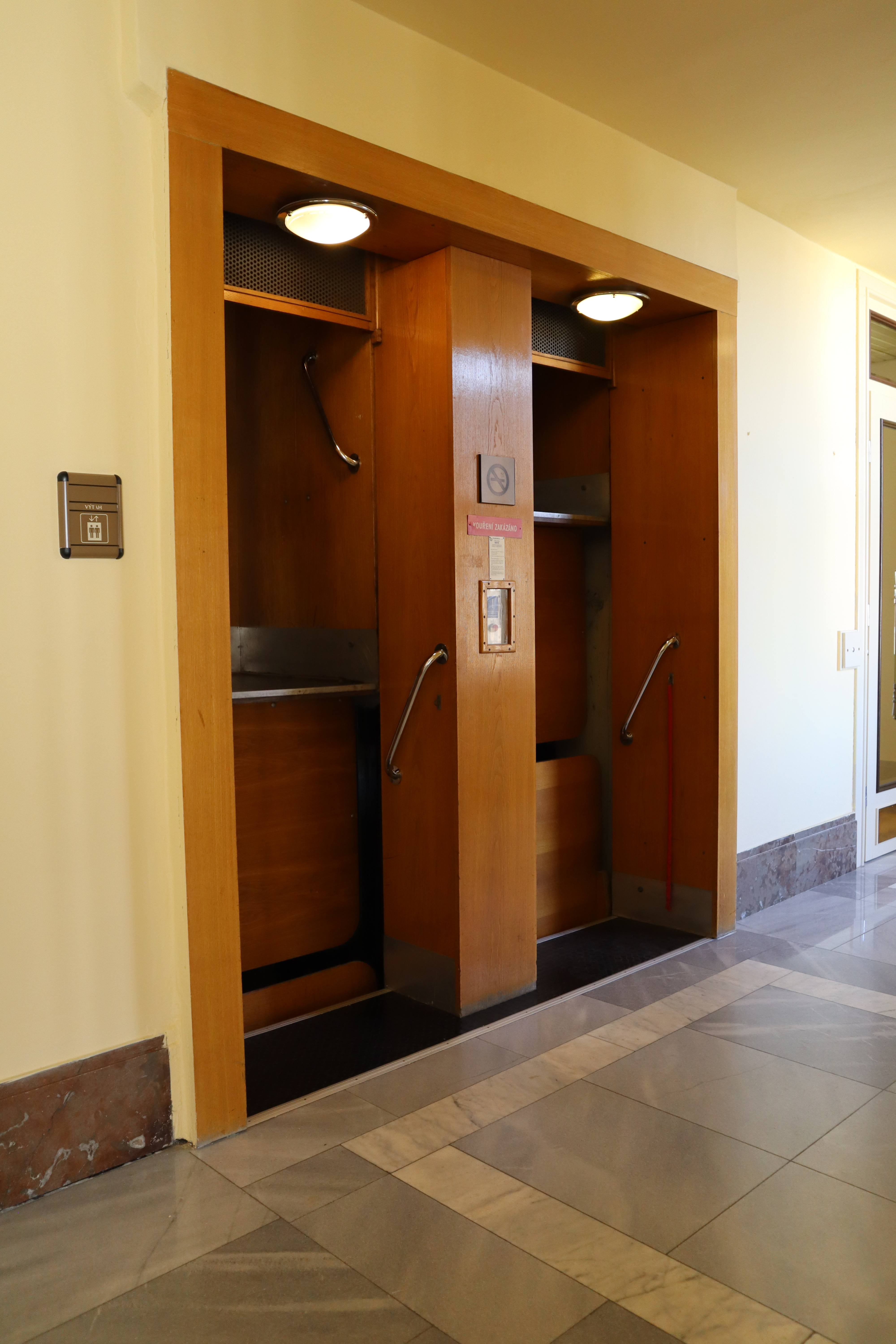
Páternoster v budově na Vinohradech

## Agenda
Městský soud rozhoduje především o odvoláních proti rozhodnutím pražských obvodních soudů a sám rozhoduje jako soud prvního stupně ve specializované agendě (nejzávažnější trestné činy, insolvenční řízení, spory ve věcech obchodních korporací, hospodářské soutěže, duševního vlastnictví apod.), o odvoláních pak rozhoduje Vrchní soud v Praze. Vzhledem k působnosti vůči hlavnímu městu je významným správním soudem, agendu veřejných rejstříků právnických a fyzických osob vykonává navíc také pro obvod Krajského soudu v Praze (v obchodním rejstříku městského soudu je zapsána téměř polovina všech českých obchodních společností), a je také výjimečný v tom, že je v České republice jediným soudem prvního stupně pro věci průmyslového vlastnictví a ochrany práv k odrůdám.

## Soudní obvod
Do obvodu Městského soudu v Praze patří obvody těchto okresních soudů:
- Obvodní soud pro Prahu 1
- Obvodní soud pro Prahu 2
- Obvodní soud pro Prahu 3
- Obvodní soud pro Prahu 4
- Obvodní soud pro Prahu 5
- Obvodní soud pro Prahu 6
- Obvodní soud pro Prahu 7
- Obvodní soud pro Prahu 8
- Obvodní soud pro Prahu 9
- Obvodní soud pro Prahu 10